# Biebesheim am Rhein
Biebesheim am Rhein é um município da Alemanha, situado no distrito de Groß-Gerau, no estado de Hesse. Tem 18,68 km² de área, e sua população em 2019 foi estimada em 6.784 habitantes.